# Cook Out (restaurante)
Cook Out é uma rede americana privada de restaurantes fast-food que opera na Carolina do Norte, Carolina do Sul, Alabama, Geórgia, Kentucky, Tennessee, Virgínia, Virgínia Ocidental, Maryland e Mississippi. Fundada em Greensboro, Carolina do Norte, em 1989, a rede se expandiu desde então e agora tem restaurantes em mais de 100 cidades. A própria rede cresceu em tamanho, com muitos locais agora espalhados pelo sudeste dos Estados Unidos.
O formato padrão do restaurante apresenta duas pistas de drive-thru e uma janela para pedestres, mas não tem assentos na parte interna. Alguns locais mais novos têm uma sala de jantar interna e serviço de balcão semelhante a um restaurante de fast-food tradicional, mas a maioria ainda só tem serviço de drive-thru e walk-up. O restaurante é especializado em hambúrgueres, milkshakes e churrasco de porco no estilo da Carolina do Norte.

## História

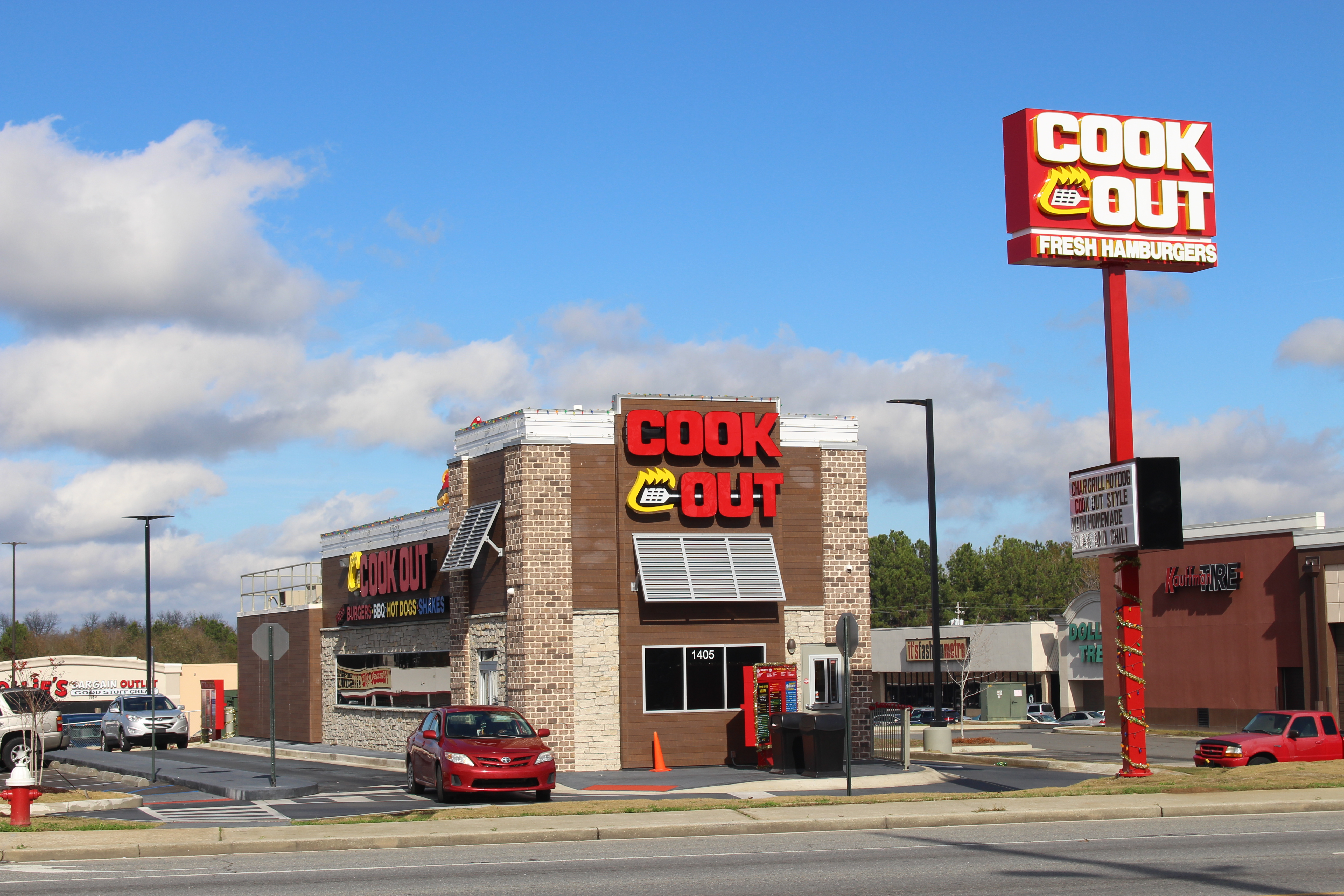
Muitas unidades do Cook Out apresentam apenas duas pistas de drive-thru e uma janela para pedestres, como esta em Cordele, Geórgia.

Morris Reaves fundou a Cook Out em 1989. Atualmente, ele é o proprietário da empresa, com seu filho, Jeremy Reaves, atuando como CEO.
A primeira unidade da Cook Out foi aberta em Greensboro, Carolina do Norte, em 1989. Mais de 50 outras unidades foram abertas na Carolina do Norte antes de se expandirem para fora do estado. Em novembro de 2022, 326 unidades estavam em operação em dez estados.
A empresa abriu sua primeira loja fora do estado em Spartanburg, Carolina do Sul, em 30 de julho de 2010. A Cook Out abriu em Clemson e Orangeburg, Carolina do Sul, em 2010. No final de 2011, a Cook Out abriu restaurantes em Columbia, Carolina do Sul; Blacksburg, Virgínia; e Radford, Virgínia. Em março de 2012, a Cook Out abriu sua primeira unidade em Lynchburg, Virgínia, e logo depois em Harrisonburg, Virgínia. Em 2013, surgiram novas unidades da Cook Out na Geórgia e, em 2014, havia planos de lançar várias outras unidades na Geórgia. Em 2016, a Cook Out expandiu-se para o Mississippi com lojas em Oxford, Jackson, Hattiesburg e Starkville, e a primeira unidade da empresa no Alabama, em Tuscaloosa. Outros locais no Alabama incluem Jacksonville (julho de 2017), Auburn (dezembro de 2017), Huntsville (janeiro de 2018), Opelika (maio de 2018), Troy (junho de 2018), Mobile (dezembro de 2018), Montgomery (janeiro de 2019) e Birmingham (janeiro de 2021). Em 2018, o Cook Out expandiu suas instalações na Virgínia na comunidade de Collinsville, em Martinsville, Virgínia, que foi inaugurada em setembro de 2019. Em novembro de 2022, o Cook Out abriu um restaurante em Manassas Park, Virgínia. Em janeiro de 2024, a Cook Out abriu uma loja em Newberry, Carolina do Sul.

## Cardápio
Seu cardápio apresenta principalmente hambúrgueres e cheeseburgers grelhados, cachorros-quentes, sanduíches de frango, nuggets de frango, frango empanado, churrasco da Carolina do Norte e quesadillas. Uma assinatura de seu cardápio é a Cook Out Tray, que apresenta combinações de entradas, acompanhamentos e uma bebida ou milkshake. Outra característica do cardápio do Cook Out é sua seleção de mais de 40 sabores de milkshakes. Uma bebida de destaque em seu cardápio é o Cheerwine, um refrigerante de cereja local da Carolina do Norte, normalmente servido apenas na Carolina do Norte e nos estados vizinhos.